# USS Russell (DDG-59)
Pour les autres navires du même nom, voir USS Russell.
L’USS Russell (DDG-59) est un destroyer américain de la classe Arleigh Burke. Commissionné en 1995 et toujours en service en 2014, il a été construit au Chantier naval Ingalls de Pascagoula dans l'État du Mississippi et son port d’attache est la base navale de San Diego en Californie. Il est nommé d'après John H. Russell, Jr. (1872-1947), 16e commandant du Corps des Marines des États-Unis.